# Radioplane OQ-12
El Radioplane OQ-12 fue un blanco aéreo no tripulado estadounidense, fabricado por la compañía Radioplane en los años 40 del siglo XX.

## Desarrollo
Probablemente, el OQ-12 estaba destinado a ser un competidor del Simmonds Aerocessories OQ-11, o, según la referencia 1, era una versión del mismo construida por un fabricante alternativo, en este caso Radioplane. Voló por primera vez en octubre de 1941 y no pasó de la etapa de prototipo.

## Operadores
Estados Unidos
- Fuerzas Aéreas del Ejército de los Estados Unidos

## Aeronaves relacionadas

### Secuencias de designación
- Secuencia OQ-_ (Blancos aéreos no tripulados (subescalados) de las USAAF, 1942-1948): ← OQ-6 - OQ-7 - OQ-11 - OQ-12 - OQ-13 - OQ-14 - OQ-15 →